# Viticulture au Japon

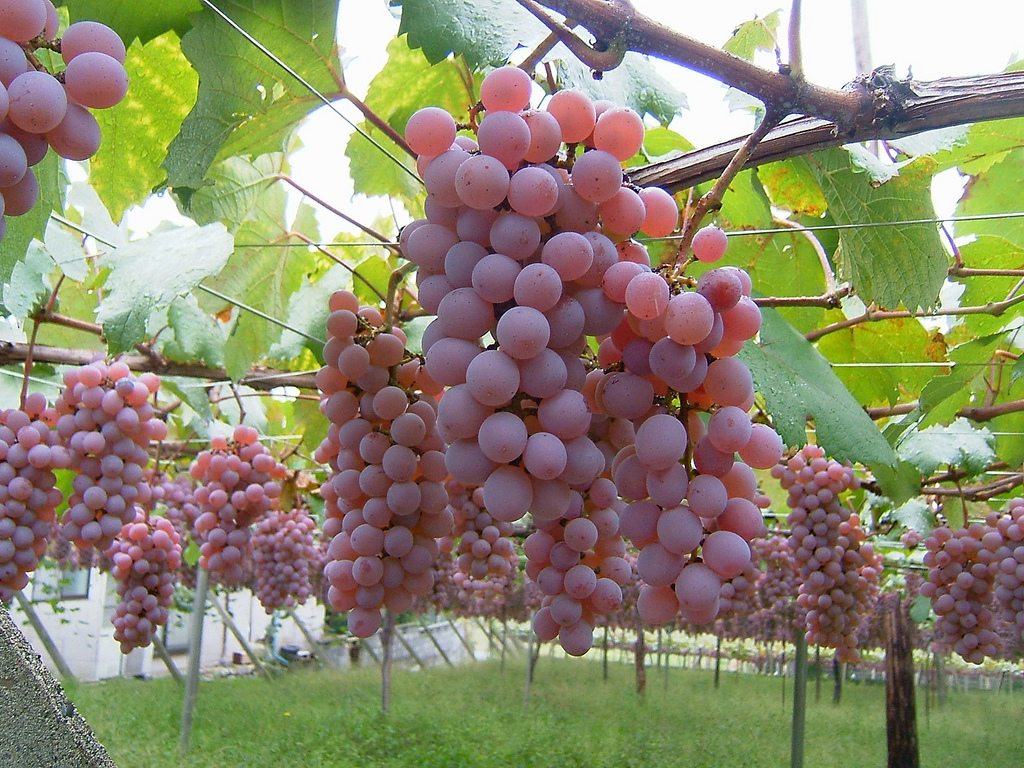
Vignoble en pergola du cépage koshu près de Katsunuma (ville qui a fusionné avec sa voisine Kōshū, dans la préfecture de Yamanashi).

La viticulture au Japon se fait principalement sur l'île de Honshū, mais couvre une zone allant de l'île de Kyūshū au sud jusqu'à l'île de Hokkaidō au nord. Traditionnellement tourné vers la production de raisin de table, la production nippone de vins reste minoritaire, mais se développe.

## Historique
La vigne a été importée au Japon en provenance de l'Asie de l'Ouest via la route de la soie et la Chine. Son arrivée est liée à la légende du moine bouddhiste Gyōki, fondateur en 718 (à l'époque de Nara) du temple Daizenji (en) à Kōshū, dans l'actuelle préfecture de Yamanashi. Mais il s'agit à partir de cette époque de produire du raisin frais pour un usage médicinal, à usage local et surtout rituel. Une autre légende désigne Kageyu Amemiya en 1186 comme le premier viticulteur japonais, toujours à Yamanashi.
À partir du XVIe siècle, des marchands européens offrent aux seigneurs de Kyūshū des vins portugais, appelés localement « saké couleur de grenat » (rurishu) ou tintashu (tinto en portugais signifiant « rouge »). La viticulture se développe un peu au XVIIe siècle et XVIIIe siècle, la région autour de Kōfu (l'actuelle préfecture de Yamanashi) commençant à fournir Edo (Tokyo) en raisin de table.
La viniculture japonaise commence modestement au début de l'ère Meiji : en 1877 est fondée la Dai-Nihon Yamanashi Budoshu Gaisha (les deux derniers mots désignant une entreprise viticole), qui envoie Ryuken Tsuchiya et Masanari Takano en Bourgogne et en Champagne pendant 18 mois pour rapporter des techniques ; en 1949, la Dainihon prend le nom de Château Mercian. C'est à partir des années 1960, durant la période de haute croissance, que la consommation de raisin de table et de vin se popularise au Japon, entraînant un fort développement du vignoble.

## Régions productrices
Le Japon compte un peu plus de 200 entreprises vinicoles. Si le vignoble couvre une superficie totale de 30 000 hectares[Quand ?], la majorité sert à la production de raisin de table. La surface destinée à la production de vin est en 2020 d'environ 1 000 hectares. Le volume de sa production est de 370 000 hectolitres[Quand ?].
L'aire de production concerne presque toutes les préfectures japonaises, à l'exclusion de celle d'Okinawa au climat tropical. Plusieurs contraintes conditionnent la production : les montagnes sont répulsives, la pluviométrie importante, les sols sont souvent acides et pauvres, l'île de Hokkaidō au nord connait des hivers très neigeux, tandis que l'île de Kyūshū au sud a des étés caniculaires. La viticulture se concentre sur l'île de Honshū, la plus vaste, où se situe l'essentiel de la clientèle.
La région viticole la plus connue est la préfecture de Yamanashi, berceau historique de la viticulture nippone. Dans une moindre mesure s'y ajoutent celles de Yamagata, de Nagano, d'Osaka et de Hokkaidō. En Yamagata, au cours de la Seconde Guerre mondiale, du vin a été produit en grandes quantités pour l'armée. Il en était aussi extrait de la crème de tartre, complément alimentaire. Dans un passé récent, la préfecture d'Aichi a été également un grand producteur de vin. À Hokkaido, la ville de Ikeda a planifié sa viticulture et sa production de vin est un succès depuis les années 1980. Par la suite, chaque région a commencé à favoriser la viticulture, grâce au programme national « Un village, une spécialité » (一村一品 運動 Isson Ippin Undō).

## Encépagement
Le vignoble japonais est planté avec des cépages d'origine française (qualifié d'« internationaux » car présents un peu partout), essentiellement le merlot en rouge et le chardonnay, avec quelques parcelles en cabernet sauvignon, syrah, pinot noir et sauvignon ; mais aussi avec des croisements qu'on ne trouve qu'au Japon, tel que le koshu (Vitis vinifera × Vitis labrusca), le kaï blanc (koshu × pinot blanc) ou le kaï noir (koshu × cabernet sauvignon).
Comme raisin de table, les plus cultivés sont le koshu à la peau rosée, le muscat Bailey A (bailey × muscat de Hambourg) qui est noir, le concord (labrusca) et le niagara (autre labrusca). Le cépage indigène le plus connu est le koshu ; il est planté à raison de 250 pieds à l'hectare, les ceps étant séparés de six mètres et conduits en hautain pour former des treilles ou des pergolas dans les potagers.

## Importation et exportation

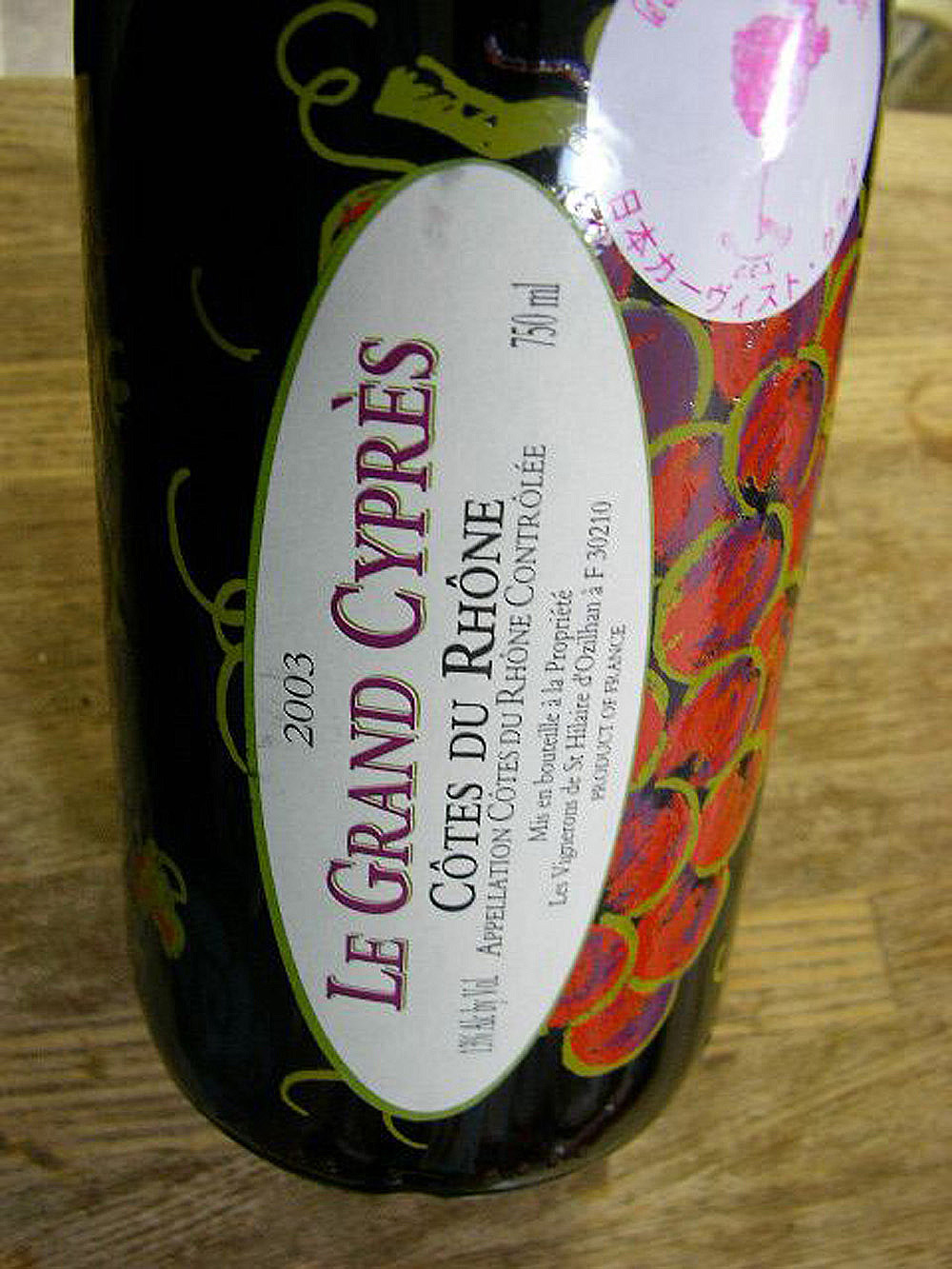
Un côtes-du-rhône primé au Japan Wine Challenge.

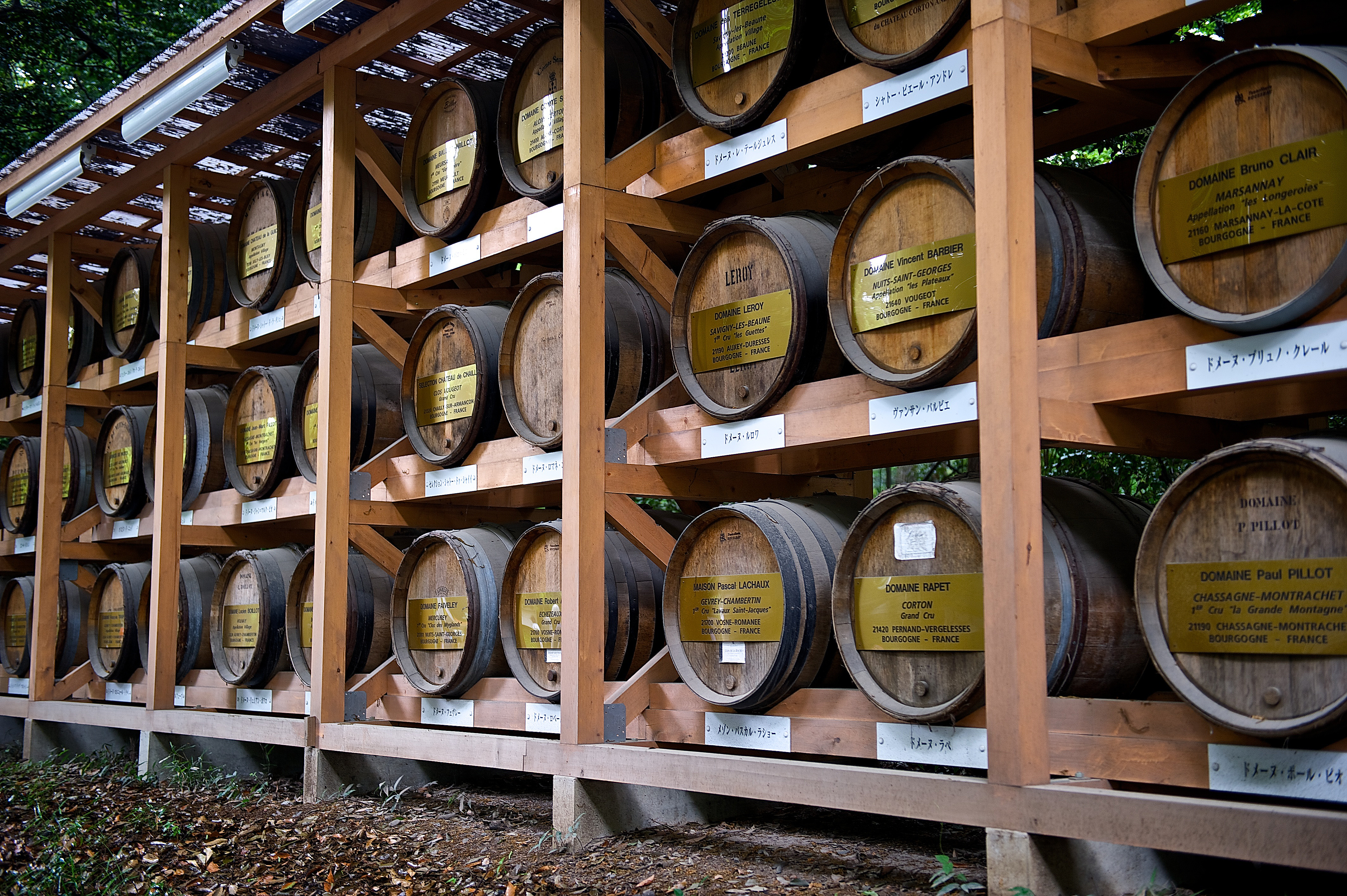
Offre de vins de Bourgogne chez Meiji-jingū.

Le marché japonais est très ouvert et apprécie particulièrement les vins européens dont les grands vins français qui arrivent en tête. Cet engouement dope le marché à l'importation puisque ce sont chaque année près de 196 000 hectolitres de vins et spiritueux japonais qui approvisionnent les marchés extérieurs.
Le Japon importe aussi des vins allemands. En 2008, leurs achats se sont élevés à 14,2 millions d'€. Ce sont des vins à forte valeur ajoutée, le prix moyen étant de 159 € / hl atteint. Les exportateurs de vins allemands sont représentés au Japon par une filiale du Fonds du vin allemand.
Du vin est aussi importé d'Australie et tous les autres pays producteurs traditionnels de vin.